# Eugénie Djendi
Eugénie Mélika Manon Djendi, née le 8 avril 1923 à Bône en Algérie et morte exécutée le 18 janvier 1945, est une militaire et résistante française de la Seconde Guerre mondiale.

## Biographie
Eugénie Djendi est née en 1923 à Bône en Algérie d'un père Algérien, Salah ben Chefaï Djendi, et d'une mère « européenne » d'origine corse, Antoinette Silvani. Elle grandit à Bône puis à Alger, en Algérie française. Le 11 janvier 1943, elle s'engage dans le Corps féminin des transmissions créé par le général Lucien Merlin. Ces opératrices seront surnommées les « Merlinettes ». 
Ayant choisi de servir « aux armées », elle participe à la campagne de Tunisie au printemps 1943, d'abord au Kef puis à Tunis.
Avec ses camarades, Marie-Louise Cloarec, Pierrette Louin et Suzanne Mertzizen, elle est sollicitée à l'automne 1943 pour rejoindre les services de la Sécurité militaire française à Alger. Ces services de contre-espionnage de l'armée étaient identifiés comme le réseau de résistance des « Travaux ruraux » sous la direction du commandant Paul Paillole. Elle est formée à ses nouvelles activités à Staoueli, près d’Alger, où se trouvent le centre d'entrainement du bataillon de choc et un centre de formation anglo-américain à la Villa des Pins, aussi désignée sous le nom de code de « Mission Massingham ». À partir de son entrée dans les services spéciaux, Eugénie Djendi prend pour nom d'agent « Jenny Silvani ». 
Après sa formation, elle rejoint l'Angleterre le 20 mars 1943. À l'arrivée, elle retrouve Marie-Louise Cloarec, Pierrette Louin et Suzanne Mertzizen et d'autres agents des « Travaux ruraux » qui doivent être transportées en France à la lune d'avril. Eugénie Djendi doit rejoindre Paul Vellaud, dont le PC est à Mâcon (indicatif Berlin) pour ensuite renforcer un poste du réseau dans la région parisienne (indicatif Libellule).
Le 9 avril 1944, elle s'embarque à bord d'un Halifax du 161st squadron de la RAF à l'aéroport de Tempsford. Elle est parachutée lors de la mission « Syringa » avec deux collègues masculins, Georges Penchenier (alias Lafitte) et Marcel Corbusier (alias Leblond) dans la région de Sully-sur-Loire, dans le Loiret. Ils sont immédiatement arrêtés par la Gestapo en possession de leur équipement radio.
Interrogés à la Gestapo d'Orléans puis à la Gestapo à Paris, où ils retrouvent Marie-Louise Cloarec, Pierrette Louin et Suzanne Mertzizen, ils sont ensuite incarcérés à la prison de Fresnes (sauf Georges Penchenier, qui a réussi à s'évader).
Alors que les troupes alliées s'approchent de Paris, elle est transférée de la prison de Fresnes au fort de Romainville le 2 août 1944, puis emmenée gare de l'Est le 8 août. Le départ des prisonnières ne peut pas se faire comme prévu avec celui des hommes. Elles sont donc transférées à la gare de Pantin, d'où elles partent le 11 août vers le camp de concentration de Ravensbrück, qu'elles rejoignent après un passage par le camp de Neue Bremm,.
Après que leurs demandes de transfert dans un camp de prisonniers de guerre eurent été refusées, les quatre femmes sont exécutées le 18 janvier 1945. Leurs corps sont brûlés et dispersés dans la forêt voisine,. Eugénie Djendi avait 21 ans.

## Décorations
- Chevalier de la Légion d'honneur
- Croix de guerre 1939–1945, palme de vermeil
- Médaille de la Résistance française par décret du 19 avril 1958[11].

## Hommages

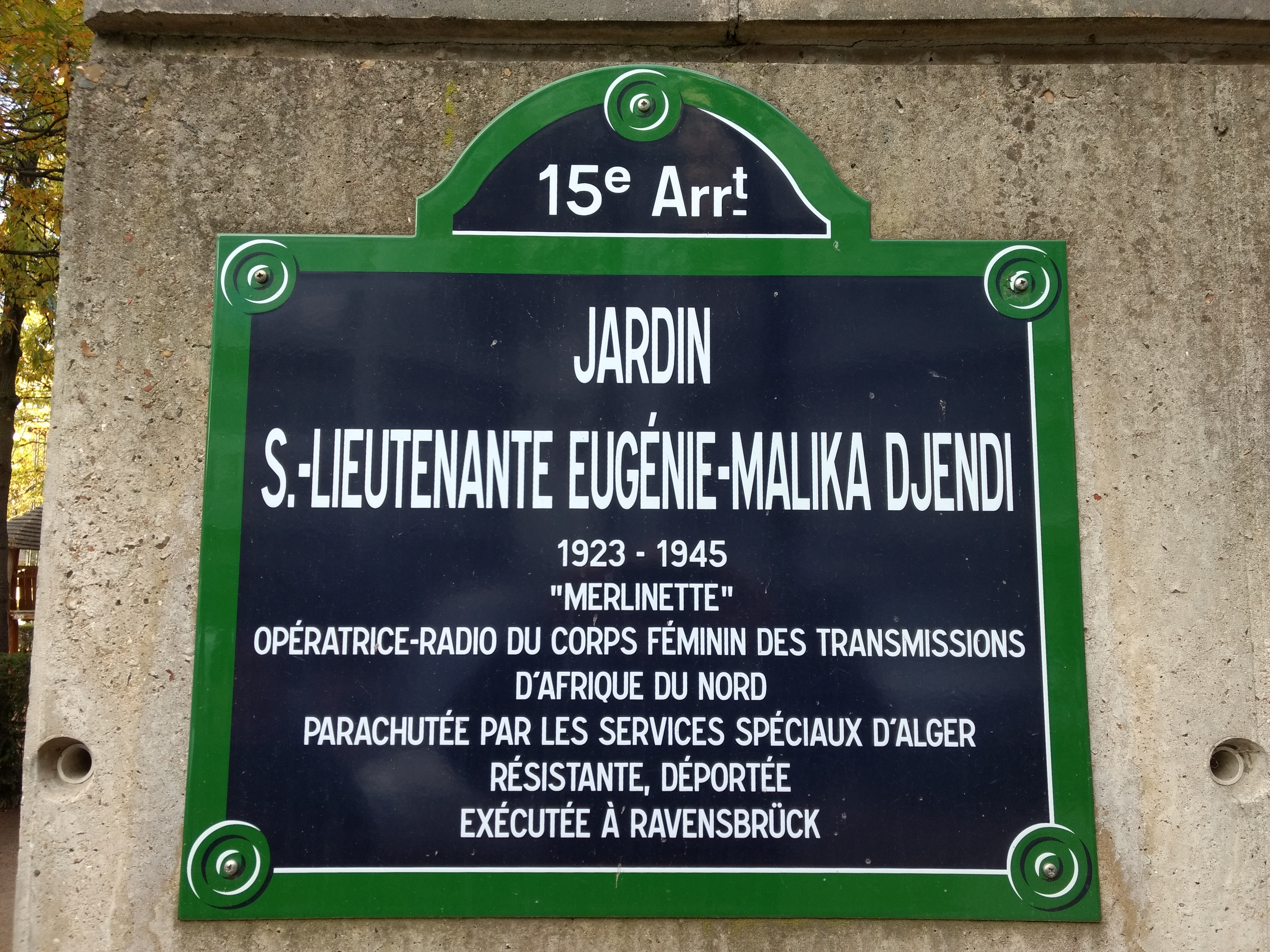

- Eugénie Djendi a été déclarée « Morte pour la France [12]» et a reçu à titre posthume la Légion d'honneur, la Croix de guerre avec palme de vermeil et la médaille de la Résistance[8]. Ces décorations ont été remises à son père lors d'une cérémonie du 14 juillet 1958 à Bône par le général Vanuxem[13].
- Une plaque mémorielle a été posée par la grand-mère d'Eugénie Djendi sur le caveau familial Demargot dans le cimetière d'Ucciani en Corse[1].
- Le nom d'Eugénie Djendi est inscrit sur le monument érigé à Ramatuelle en 1959 en hommage aux agents des services spéciaux de la Défense nationale morts pour la France[8].
- Le nom d'Eugénie Djendi, ainsi que ceux des trois autres parachutistes assassinées à Ravensbrück, figurent sur une plaque posée dans la salle d'honneur du 8e régiment de transmissions de la forteresse du Mont-Valérien (Suresnes).
- En avril 2015, une plaque est posée sur un mur du camp de Ravensbrück. Les noms des quatre « merlinettes » y sont inscrits[1].
- Le jardin Eugénie-Djendi[14] lui rend hommage dans le parc André-Citroën, dans le 15e arrondissement de Paris. Le site[15] accueille le monument aux morts pour la France en opérations extérieures, inauguré le 11 novembre 2019[16].
- Son nom, ainsi que celui de ses camarades, est inscrit sur le mémorial de Tempsford (en) dans le Bedfordshire[17].
- Son nom a été inscrit le 12 juillet 2023 sur le monument aux morts communal du village d'Ucciani[18]
- En 2024, un court-métrage[19] a été réalisé par Enora Cuegnet dans le cadre de la saison 8 du projet Moteur! dont elle a été la lauréate[20].